# Горбуля Людмила Миколаївна
Людмила Миколаївна Горбуля (нар. 22 листопада 1951, с. Петриківка Петриківського району Дніпропетровської області) — українська майстриня петриківського розпису. Заслужений майстер народної творчості України (1991). 

## Життєпис
Закінчила Петриківську дитячу художню школу (викл. Ф. Панко). Працює з 1966 художником, творчим майстром на Петриківській фабриці, з 1993 – викладач Петриківського ПТУ № 79. Починаючи з 1964 року є учасницею обласних, республіканських та міжнародних мистецьких виставок. Роботи зберігаються у Дніпропетровську, Сумах, Запорізькім художнім музеї, МУНДМ, Дніпропетровському історичному музеї.

## Творчість

### Твори
- розписи на папері:
  - «Килимок» (1966, 1980),
  - «Букет» (1967, 2004),
  - «Зозуля на калині» (1972),
  - «Три птахи» (1996),
  - «Осінні мотиви» (2004),
  - «Господар двору» (2004),

- вироби з пластмаси:
  - таріль «Весільна» (1974),
  - скринька «Ювілейна» (1978);
  - вироби з дерева
  - набір для узвару (1977), декораційні вази (1980, 1984),
  - набір «Рибацький» (1991),

Та ще пляшки, кухлі, дошки кухонні, скринька, цукерниці (усі – 2006).

## Нагороди
- Бронзова медаль ВДНГ СРСР (1977),
- дипломи 2-го та 3-го ступеня ВДНГ УРСР (обидва – 1986).